# Ива Кирилова
И́ва Кири́лова (лат. Salix kirilowiana) — вид цветковых растений из рода Ива (Salix) семейства Ивовые (Salicaceae). Названа в честь русского ботаника И. П. Кирилова.

## Распространение и экология
В природе ареал вида охватывает Среднюю Азию. Эндемик.
Произрастает по берегам горных рек.

## Ботаническое описание
Кустарник или дерево с желтовато-бурыми ветвями.
Прилистники мелкие, яйцевидные или ланцетные, обыкновенно отсутствуют. Листья линейно-ланцетные, длиной 3,5—5,2 см, шириной около 6 мм, в основании округлые, от средины к верхушке постепенно длинно-заострённые, цельнокрайные или редкопильчатые.
Мужские серёжки не известны; женские — почти сидячие или на короткой голой ножк. Прицветные чешуи почти одноцветные, желтовато-буроватые, волосистые, на верхушке почти голые. Завязь яйцевидно-ланцетная, длиной 2—3 мм с очень коротким столбиком и двураздельным рыльцем.

## Таксономия
Вид Ива Кирилова входит в род Ива (Salix) семейства Ивовые (Salicaceae) порядка Мальпигиецветные (Malpighiales).
|  |                                      |  |                                                             |                                                             |                  |  | ещё 36 семейств (согласно Системе APG II) | ещё 36 семейств (согласно Системе APG II) |                    |  |  |  | ещё более 500 видов |
|  |                                      |  |                                                             |                                                             |                  |  | ещё 36 семейств (согласно Системе APG II) | ещё 36 семейств (согласно Системе APG II) |                    |  |  |  | ещё более 500 видов |
|  |                                      |  |                                                             | порядок Мальпигиецветные                                    |                  |  |                                           |                                           | род Ива            |  |  |  |                     |
|  |                                      |  |                                                             | порядок Мальпигиецветные                                    |                  |  |                                           |                                           | род Ива            |  |  |  |                     |
|  | отдел Цветковые, или Покрытосеменные |  |                                                             |                                                             | семейство Ивовые |  |                                           |                                           | вид Ива Кирилова   |  |  |  |                     |
|  | отдел Цветковые, или Покрытосеменные |  |                                                             |                                                             | семейство Ивовые |  |                                           |                                           |                    |  |  |  |                     |
|  |                                      |  | ещё 44 порядка цветковых растений (согласно Системе APG II) | ещё 44 порядка цветковых растений (согласно Системе APG II) |                  |  |                                           | ещё около 57 родов                        | ещё около 57 родов |  |  |  |                     |
|  |                                      |  |                                                             | ещё 44 порядка цветковых растений (согласно Системе APG II) |                  |  |                                           |                                           | ещё около 57 родов |  |  |  |                     |